# West Baden Springs
West Baden Springs – miasto w Stanach Zjednoczonych, w stanie Indiana, w hrabstwie Orange.